# Điều Một của Hiến pháp Hoa Kỳ
Điều Một trong Hiến pháp Hoa Kỳ thành lập nhánh lập pháp của chính phủ liên bang, Quốc hội Hoa Kỳ. Theo Điều một, Quốc hội là một cơ quan lập pháp lưỡng viện bao gồm Hạ viện và Thượng viện. Điều Một trao cho Quốc hội nhiều quyền hạn được liệt kê và khả năng thông qua luật "cần thiết và đúng đắn" để thực hiện các quyền lực đó. Điều Một cũng thiết lập các thủ tục thông qua dự luật và đặt ra các giới hạn khác nhau đối với quyền hạn của Quốc hội và các bang.
Điều khoản Vesting của Điều Một trao tất cả quyền lập pháp liên bang cho Quốc hội và thiết lập rằng Quốc hội bao gồm Hạ viện và Thượng viện. Kết hợp với các Điều khoản Vesting của Điều Hai và Điều Ba, Điều khoản Vesting của Điều Một thiết lập sự phân chia quyền lực giữa ba nhánh của chính phủ liên bang. Mục 2 của Điều Một đề cập đến Hạ viện, xác định rằng các thành viên của Hạ viện được bầu hai năm một lần, với các ghế trong quốc hội được phân bổ cho các bang trên cơ sở dân số. Phần 2 bao gồm các quy tắc khác nhau đối với Hạ viện, bao gồm một điều khoản quy định rằng các cá nhân đủ điều kiện bỏ phiếu trong cuộc bầu cử cho phòng lớn nhất của cơ quan lập pháp bang của họ có quyền bỏ phiếu trong cuộc bầu cử cho Hạ viện. Phần 3 đề cập đến Thượng viện, xác định rằng Thượng viện bao gồm hai thượng nghị sĩ của mỗi tiểu bang, với mỗi thượng nghị sĩ phục vụ nhiệm kỳ sáu năm. Phần 3 ban đầu yêu cầu các cơ quan lập pháp tiểu bang bầu các thành viên của Thượng viện, nhưng Bản sửa đổi thứ mười bảy, được phê chuẩn vào năm 1913, quy định về bầu cử trực tiếp các thượng nghị sĩ. Phần 3 đưa ra nhiều quy tắc khác cho Thượng viện, bao gồm một điều khoản thiết lập Phó Tổng thống Hoa Kỳ với tư cách là chủ tịch của Thượng viện.
Mục 4 của Điều Một trao cho các tiểu bang quyền điều chỉnh quá trình bầu cử quốc hội nhưng cũng cho phép Quốc hội có thể thay đổi các quy định đó hoặc đưa ra các quy định riêng. Mục 4 cũng yêu cầu Quốc hội họp ít nhất một lần mỗi năm. Phần 5 đưa ra các quy tắc khác nhau cho cả hai viện của Quốc hội và trao cho Hạ viện và Thượng viện quyền phán quyết các cuộc bầu cử của các viện, xác định trình độ của các thành viên, trừng phạt hoặc trục xuất các thành viên. Mục 6 thiết lập mức bồi thường, đặc quyền và hạn chế của những người giữ chức vụ trong quốc hội. Phần 7 đưa ra các thủ tục thông qua dự luật, yêu cầu cả hai viện của Quốc hội phải thông qua dự luật để trở thành luật, tùy thuộc vào quyền phủ quyết của Tổng thống Hoa Kỳ. Theo Mục 7, tổng thống có thể phủ quyết một dự luật, nhưng Quốc hội có thể ghi đè quyền phủ quyết của tổng thống với số phiếu hai phần ba của cả hai viện.
Mục 8 nêu ra các quyền hạn của Quốc hội. Nó bao gồm một số quyền hạn được liệt kê, bao gồm quyền đặt ra và thu thuế cho "phúc lợi xã hội" của Hoa Kỳ, quyền vay tiền, quyền điều chỉnh luật thương mại quốc tế và liên bang, quyền đặt ra các luật nhập tịch, quyền lực đối với tiền và điều tiết tiền, quyền thành lập tòa án liên bang kém hơn Tòa án tối cao, quyền để nâng cao và hỗ trợ các lực lượng quân sự và sức mạnh để tuyên chiến. Mục 8 cũng cung cấp cho Quốc hội quyền thành lập một quận liên bang để làm thủ đô quốc gia và trao cho Quốc hội quyền lực độc quyền để quản lý quận đó. Ngoài các quyền hạn được liệt kê khác nhau, Phần 8 trao cho Quốc hội quyền đặt ra các luật cần thiết để thực hiện các quyền hạn đó. Mục 9 đặt ra các giới hạn khác nhau đối với quyền lực của Quốc hội, cấm các dự luật và các thông lệ khác. Mục 10 đặt giới hạn cho các tiểu bang, cấm họ tham gia liên minh với các cường quốc nước ngoài, hủy hợp đồng, đánh thuế nhập khẩu hoặc xuất khẩu trên mức tối thiểu, giữ quân đội hoặc tham gia chiến tranh mà không có sự đồng ý của Quốc hội.

## Khoản 1: Quyền lập pháp của Quốc hội

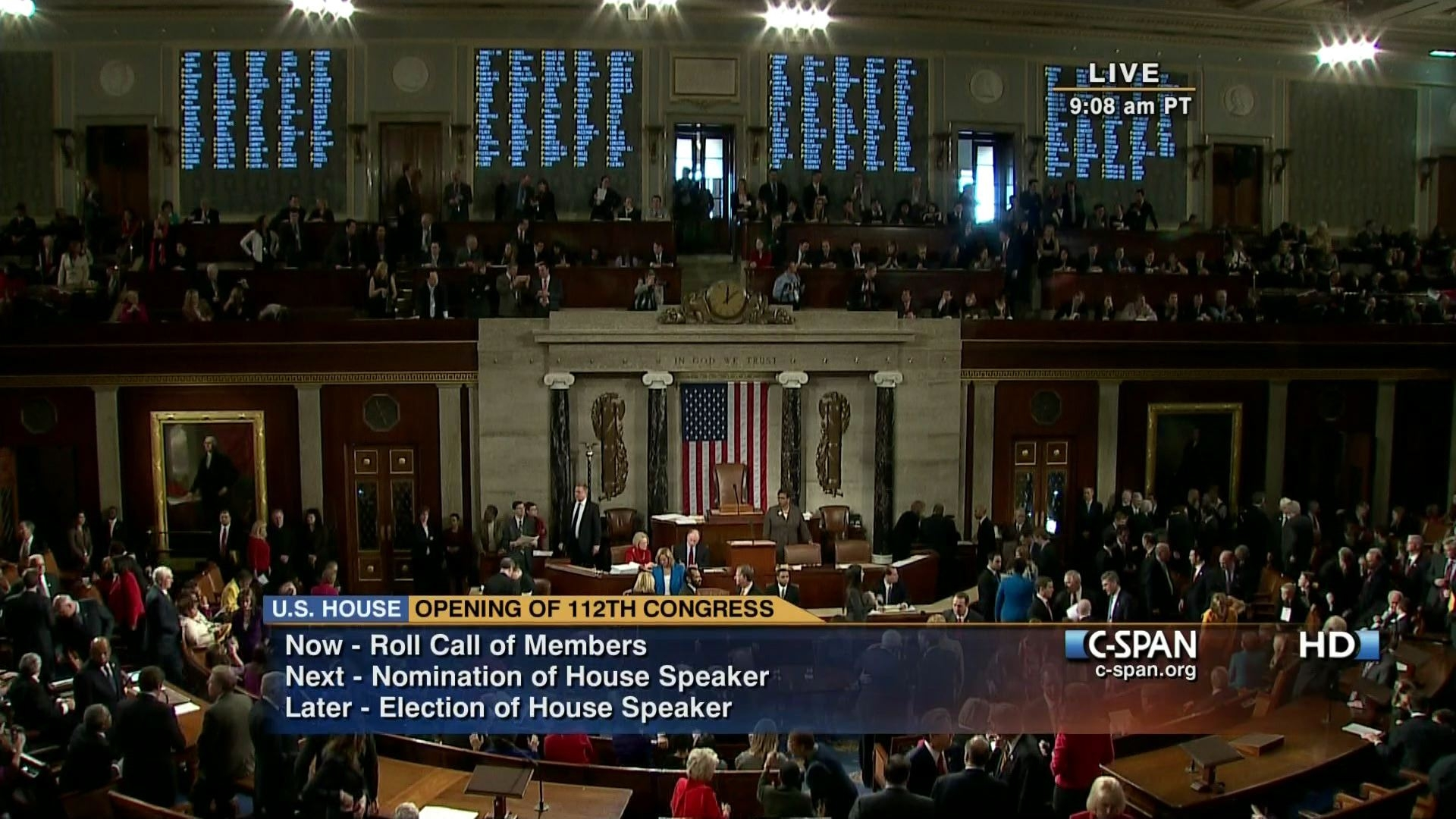
Khai mạc Đại hội 112 tại Hạ viện, ngày 5 tháng 1 năm 2011

Tất cả các Quyền lập pháp được cấp sẽ được trao cho Quốc hội Hoa Kỳ, bao gồm Thượng viện và Hạ viện.
Mục 1 là một điều khoản được trao cho quyền lực lập pháp liên bang dành riêng cho Quốc hội. Các mệnh đề tương tự có thể được tìm thấy trong Điều II và III. Trước đây chỉ trao quyền hành pháp cho Tổng thống, và chỉ trao quyền tư pháp cho cơ quan tư pháp liên bang. Ba mục này tạo ra sự phân chia quyền lực giữa ba nhánh của chính phủ liên bang. Trong đó, mỗi bộ chỉ có thể thực hiện các quyền lực hiến pháp riêng của mình và không có quyền hạn nào khác, là cơ bản cho ý tưởng về một chính phủ hạn chế chịu trách nhiệm trước người dân.
Ba điều đầu tiên của Hiến pháp phân chia quyền của Chính phủ Hoa Kỳ giữa ba ngành riêng biệt: (1) ngành lập pháp, đại diện bởi Quốc hội; (2) ngành hành pháp, đại diện bởi Tổng thống; (3) và ngành tư pháp, đại diện bởi Tòa án Tối cao. Sự phân chia theo hiến pháp này, tức là sự phân chia quyền lực, là nhằm tránh làm cho bất kỳ ngành nào của chính phủ trở nên quá mạnh. Ngoài ra, Hiến pháp thiết lập sự kiểm soát và cân bằng thông qua việc cung cấp các phương tiện để mỗi ngành được yêu cầu phải phối hợp với các ngành khác nhằm thực hiện các chức năng nhiệm vụ của mình. Ví dụ, Tổng thống bổ nhiệm các thẩm phán liên bang nhưng Thượng viện phải khẳng định phê chuẩn họ.Quốc hội hai viện hay lưỡng viện là một trong những thỏa hiệp quan trọng nhất của Đại hội Lập hiến. Các bang nhỏ tại Đại hội đã ủng hộ Kế hoạch New Jersey, theo đó mỗi bang sẽ có số đại diện bằng nhau. Các bang lớn ủng hộ Kế hoạch Virginia với số đại diện tùy theo số dân. Thỏa hiệp là mỗi viện được chọn lựa ra theo mỗi kế hoạch.
Mặc dù không được đề cập cụ thể trong Hiến pháp, tuy nhiên Quốc hội từ lâu đã khẳng định quyền lực điều tra và quyền lực bắt buộc hợp tác với một cuộc điều tra của nó. Tòa án Tối cao đã khẳng định các quyền lực này là phù hợp dành cho Quốc hội để lập pháp. Vì quyền điều tra thuộc một trong những khía cạnh của quyền lực lập pháp của Quốc hội. Tuy nhiên, nó cũng bị giới hạn trong các câu hỏi "hỗ trợ chức năng lập pháp;" Quốc hội có thể không "phơi bày vì lợi ích của việc tiếp xúc." Không có gì bàn cãi rằng một chủ đề thích hợp của quyền lực điều tra của Quốc hội là hoạt động của chính phủ liên bang. Quốc hội hai viện hay lưỡng viện là một trong những thỏa hiệp quan trọng nhất của Đại hội Lập hiến. Các bang nhỏ tại Đại hội đã ủng hộ Kế hoạch New Jersey, theo đó mỗi bang sẽ có số đại diện bằng nhau. Các bang lớn ủng hộ Kế hoạch Virginia với số đại diện tùy theo số dân. Thỏa hiệp là mỗi viện được chọn lựa ra theo mỗi kế hoạch.hính sách công đòi hỏi luật pháp của Quốc hội, phải được để lại cho các nhánh đó do học thuyết phân chia quyền lực. Tuy nhiên, các tòa án rất kiên quyết thực thi quyền lực điều tra của Quốc hội. Quốc hội có quyền điều tra những gì nó có thể điều chỉnh, và các tòa án đã giải thích rộng rãi các quyền điều chỉnh của Quốc hội kể từ khi

## Mục 2: Hạ viện

### Khoản 1: Thành phần và bầu cử thành viên
Hạ viện sẽ bao gồm các thành viên được lựa chọn hàng năm bởi người dân của các tiểu bang và các đại cử tri ở mỗi bang sẽ có đủ điều kiện cần thiết cho cử tri của nhiều cơ quan lập pháp nhất của bang.
Thành viên của Hạ viện được bầu theo nhiệm kỳ hai năm. Nếu một người đủ tư cách bầu cho "cơ quan có số đông nhất" của cơ quan lập pháp bang của mình, thì người đó cũng đủ tư cách bỏ phiếu bầu nghị sĩ Quốc hội. (Tất cả các bang trừ Nebraska đều có cơ quan lập pháp bang gồm hai viện). Vấn đề ai có thể bỏ phiếu bầu các nhà lập pháp bang là do bang quyết định và phải theo các quy định hạn chế của Hiến pháp và luật liên bang.
Hạ Nghị sĩ và các loại thuế trực thu sẽ được phân bổ theo các bang [mà có thể tính gộp vào trong Liên bang tùy theo số lượng tương ứng được xác định bằng cách tính tổng số gồm những người tự do, kể cả những người làm việc theo thời hạn và 3/5 số những người còn lại, không tính những người da đỏ vốn không nộp thuế]. Công việc thống kê thực sự sẽ tiến hành trong vòng ba năm sau cuộc họp đầu tiên của Quốc hội Hoa Kỳ và 10 năm một lần tiến hành theo luật định. Mỗi Hạ Nghị sĩ sẽ đại diện cho không quá 30.000 người. Nhưng mỗi bang sẽ có ít nhất một Hạ Nghị sĩ. Và trước khi việc thống kê và điều tra dân số được tiến hành, thì bang New Hampshire sẽ được quyền bầu ba đại biểu, bang Massachusett s được bầu tám đại biểu, bang Rhodes Island và Providence Plantations được bầu một đại biểu, bang Connecticut được bầu năm đại biểu, bang New York được bầu sáu đại biểu, bang New Jersey bốn đại biểu, bang Pennsynvania tám đại biểu, bang Delaware một đại biểu, bang Maryland sáu đại biểu, bang Virginia mười đại biểu, bang Bắc Carolina năm đại biểu, bang Nam Carolina năm đại biểu và bang Georgia ba đại biểu. Tác động của đoạn này đã bị thay đổi nhiều bởi các điều bổ sung sửa đổi và những điều kiện mới. Hiện 25 nay nó chỉ quy định ba điều: (1) số Hạ Nghị sĩ của mỗi bang phải dựa vào số dân bang đó; (2) Quốc hội phải biết rằng dân số Hoa Kỳ được điều tra 10 năm một lần; (3) và mỗi bang có ít nhất một Hạ Nghị sĩ. Những từ "và khoản thuế trực thu" có nghĩa là thuế bầu cử. Điều bổ sung sửa đổi thứ 16 cho Quốc hội quyền đánh thuế người dân tùy theo thu nhập của người đó, thay vì theo số dân của bang nơi họ đang sống. Khi nói đến "ba phần năm.

### Khoản 1: Thành phần; Bầu cử thượng nghị sĩ

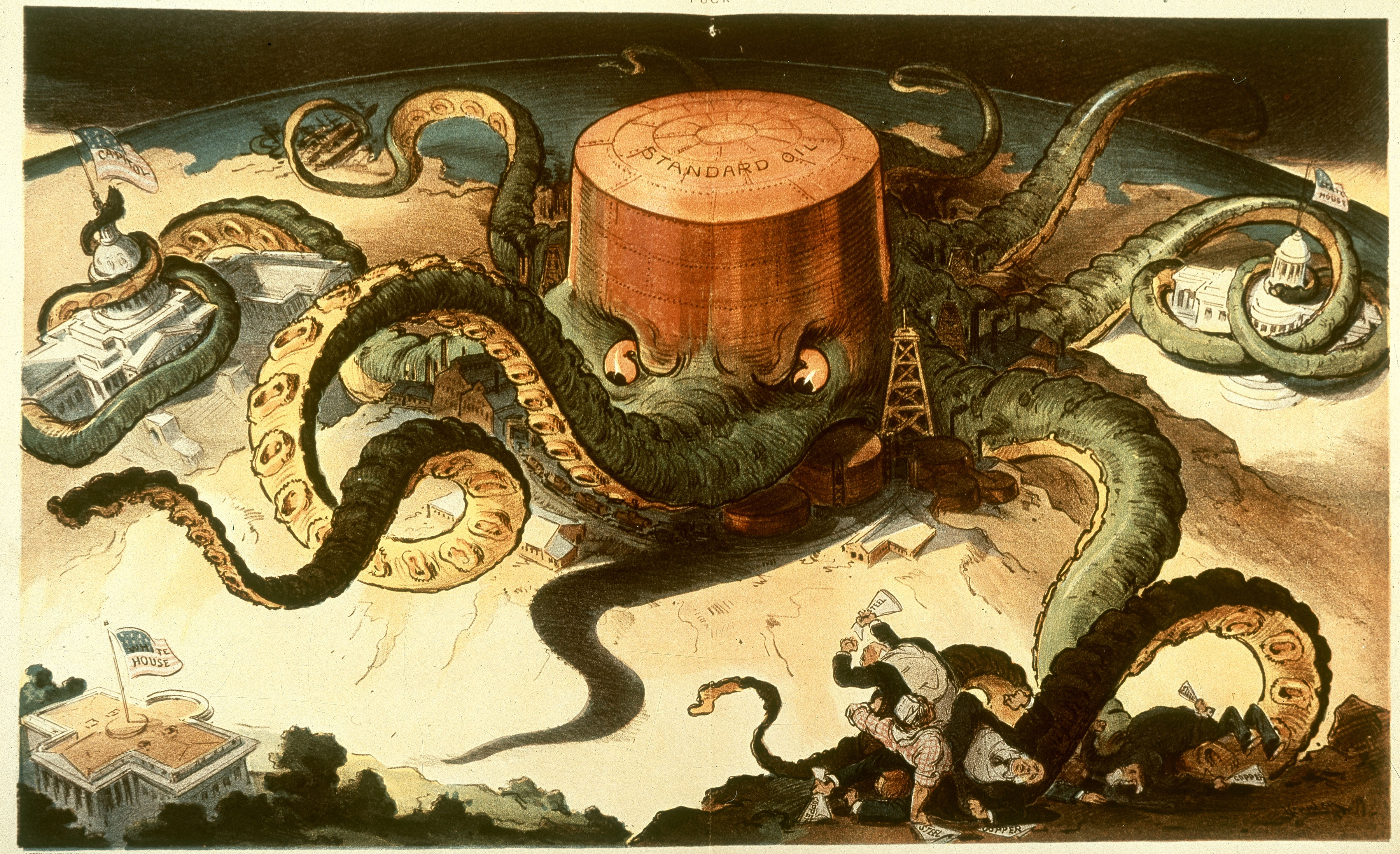
Các độc quyền Thời đại Gilded không còn có thể kiểm soát Thượng viện Hoa Kỳ (trái) bằng cách làm hỏng các cơ quan lập pháp tiểu bang (phải).

### Khoản 6: Phiên tòa luận tội

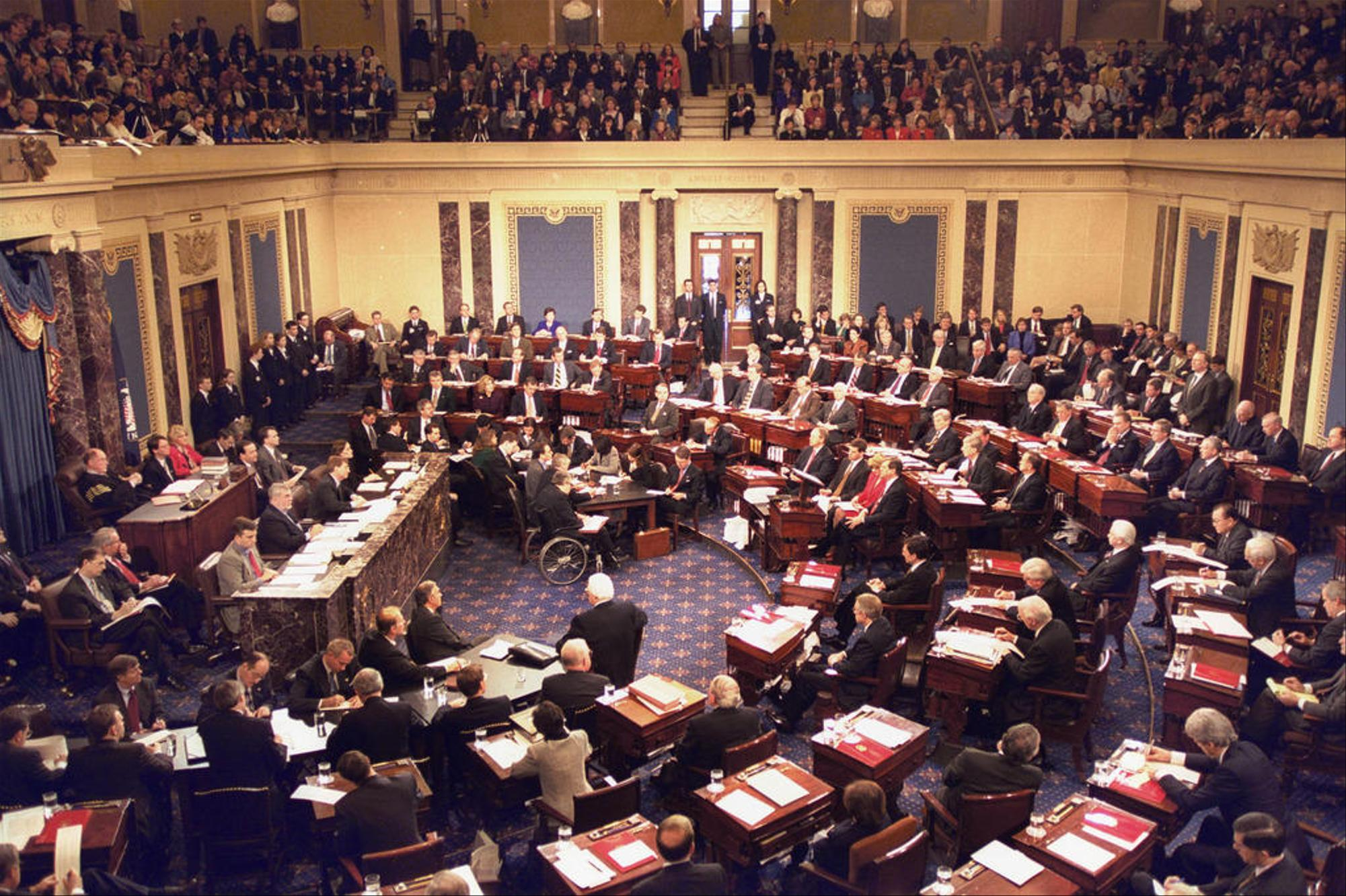
Phiên tòa luận tội Tổng thống Clinton năm 1999, với Chánh án William Rehnquist chủ tọa

### Quyền hạn

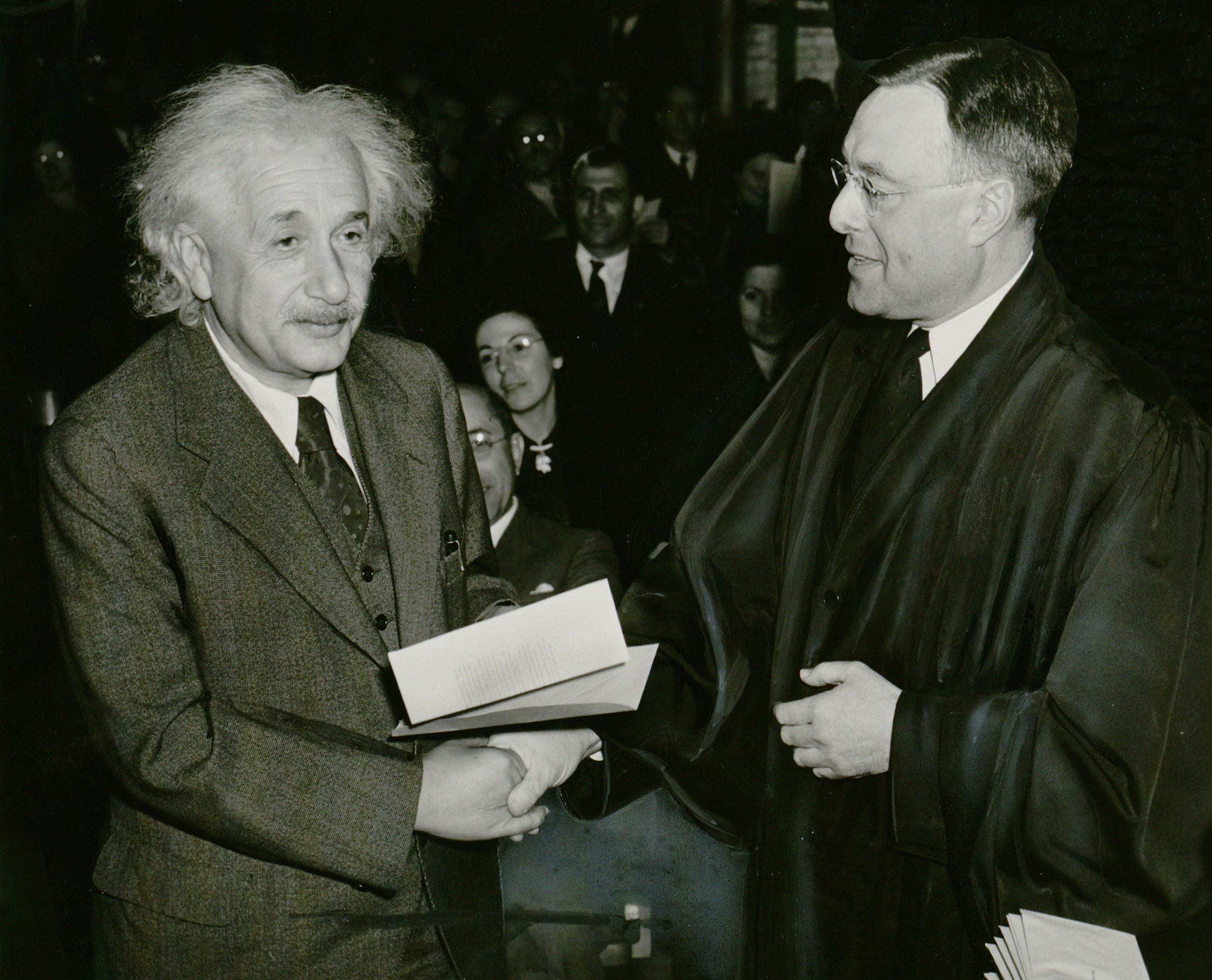
Công dân mới nhập tịch, Albert Einstein đã nhận được giấy chứng nhận quốc tịch Mỹ từ Thẩm phán Phillip Forman.

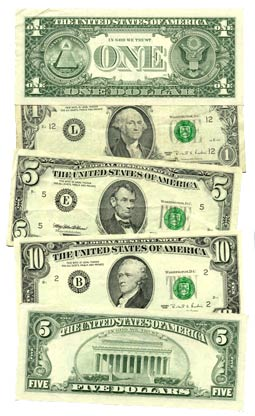
"Sức mạnh của ví" của Quốc hội cho phép công dân đánh thuế, tiêu tiền, phát hành tiền và đúc tiền.

### Khoản 3: Khoản thương mại

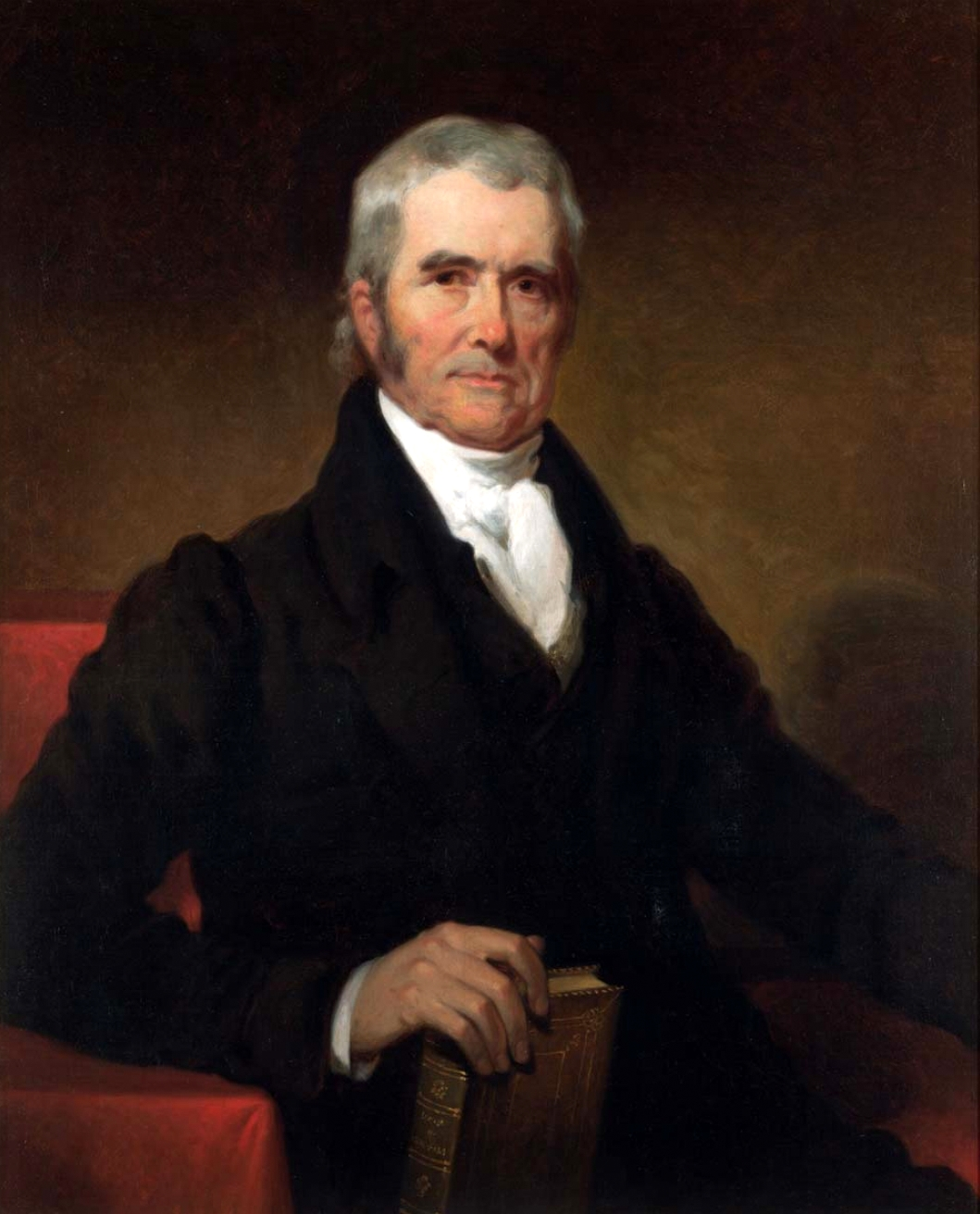
Chánh án John Marshall đã thiết lập một cách hiểu rộng về Điều khoản thương mại.

#### Quyền hạn khác của Quốc hội

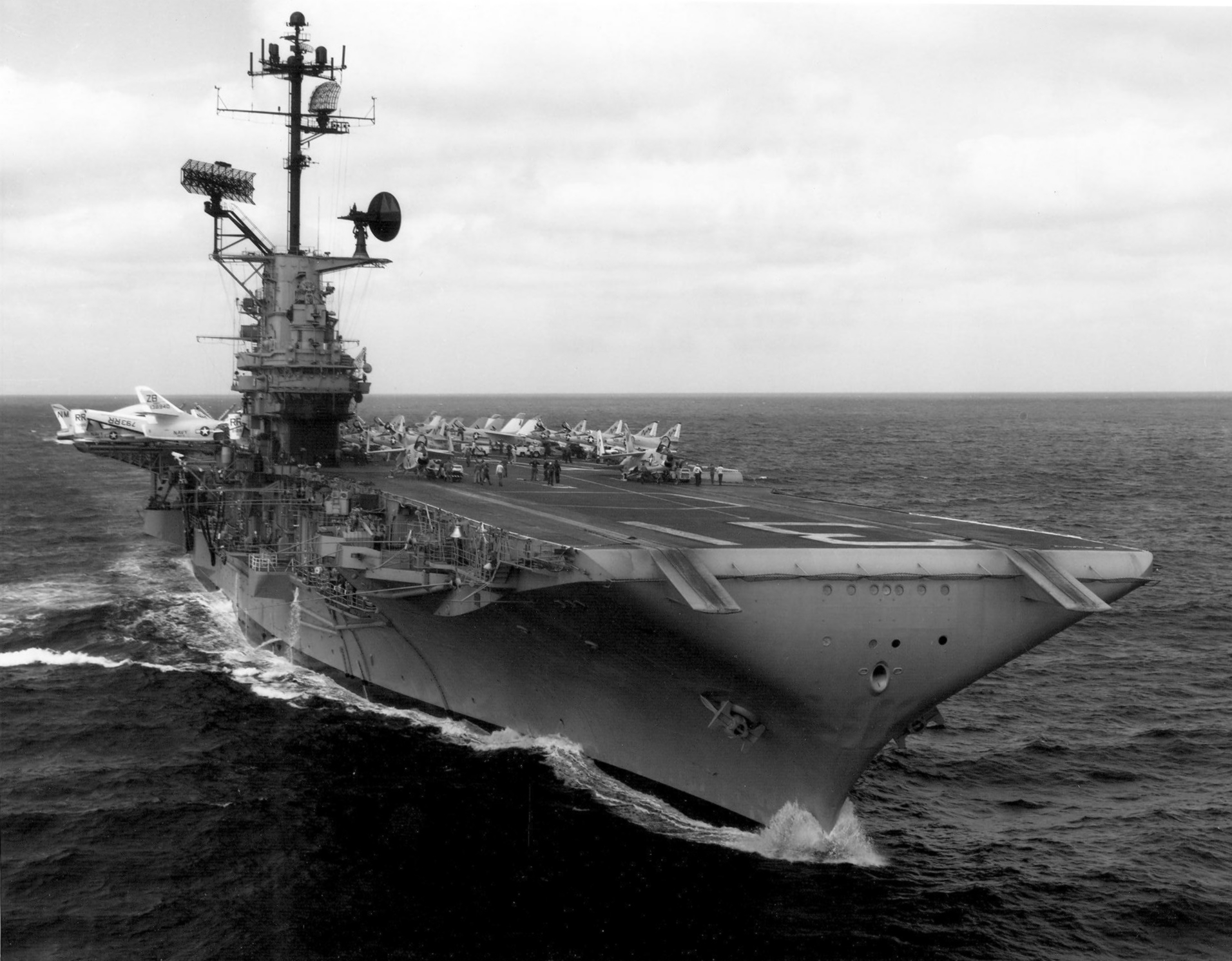
Quốc hội cho phép chi tiêu quốc phòng như mua USS Bonomme Richard.

### Khoản 1: Giao dịch nô lệ

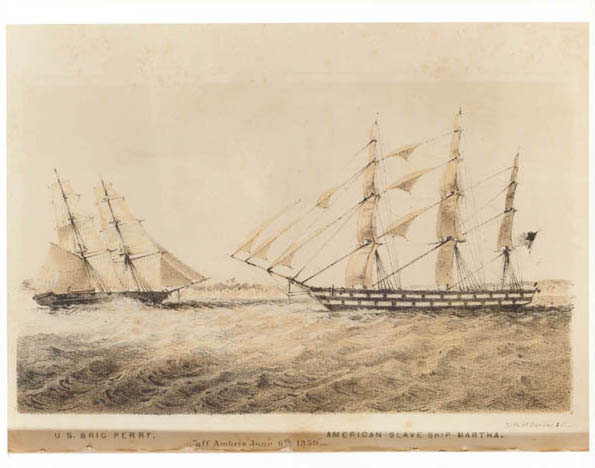
Anh chàng Perry đối đầu với con tàu nô lệ Martha ngoài khơi Ambriz vào ngày 6 tháng 6 năm 1850